# Roost-Warendin
Roost-Warendin är en kommun i departementet Nord i regionen Hauts-de-France i norra Frankrike. Kommunen ligger i kantonen Douai-Nord-Est som tillhör arrondissementet Douai. År 2022 hade Roost-Warendin 5 966 invånare.

## Befolkningsutveckling
Antalet invånare i kommunen Roost-Warendin
| Referens: INSEE |

## Vänorter
- Haltern am See, Tyskland